# Ушкарасу (Костанайская область)
Ушкарасу (каз. Үшқарасу) — село в Аулиекольском районе Костанайской области Казахстана. Входит в состав Диевского сельского округа. Находится примерно в 41 км к югу от районного центра, села Аулиеколь. Код КАТО — 393635300.

## Население
В 1999 году население села составляло 682 человека (349 мужчин и 333 женщины). По данным переписи 2009 года, в селе проживало 458 человек (238 мужчин и 220 женщин).